# Carmen Rodríguez Pedret
Carmen Rodríguez Pedret (Barcelona, 1964) es una historiadora del arte, comisaria de arquitectura, investigadora y profesora universitaria española.

## Biografía
Nacida en Barcelona, Rodríguez Pedret es doctora en Historia de la arquitectura por la Universidad Politécnica de Cataluña con una tesis titulada El vademécum de la ciudad : París y Barcelona en las guías y descripciones urbanas: 1750-1920. Trabaja como profesora asociada del Departamento de Composición Arquitectónica de la Escuela Técnica Superior de Arquitectura de Barcelona (UPC). Desde 1999 es profesora del máster Diseño y Producción de espacios (UPC School-CCCB) y desde 2017 es coordinadora científica de la Cátedra Gaudí de la misma universidad.
Sus ámbitos de investigación se centran en la arquitectura de los siglos XIX-XX, en especial la catalana, la historia de los museos y espacios expositivos, así como el estudio de la cultura urbana y doméstica en los medios de difusión masiva,
Es coautora de publicaciones como Grup R (Gustavo Gili, 1994); Escola d'Arquitectura de Barcelona. Documents i Arxiu (UIA-UPC, 1996); Les vivendes del Congrés Eucarístic de Barcelona: 1952-1962 (Iniciativa Digital Politécnica, 2011); El teixit residencial en la formació de la metròpolis moderna: el cas de Barcelona. 1840-1936 (3 vols: Iniciativa Digital Politécnica, 2013-2015); y Topología del espacio urbano: palabras, imágenes y experiencias que definen la ciudad (Abada Editores, 2014). Es una especialista destacada en la obra de Mies van der Rohe en Barcelona y, como tal, fue ponente en el simposio que conmemoró el trigésimo aniversario de la restauración del Pabellón alemán en la Exposición Internacional de Barcelona de 1929 y coautora en la edición especial de las comunicaciones del simposio.
También ha sido comisaria de la exposición Grup R. Una revisión de la modernidad (CCCB, 1997) y documentalista de las muestras J. Puig i Cadafalch. La arquitectura entre la casa y la ciudad (Fundación La Caixa, 1989-1990) y Universo Gaudí (CCCB, 2002). Es miembro del grupo de investigación consolidado «Arquitectura, Ciudad y cultura. Una perspectiva antropológica del espacio habitado y construido» (SGR-AGAUR), dirigido por la doctora Marta Llorente Díaz (UPC). En 2018 fue presidenta del jurado que concede anualmente los Premios FAD de Arquitectura en su modalidad de Pensamiento y Crítica en su 60 edición.